# Cytomegalovirus

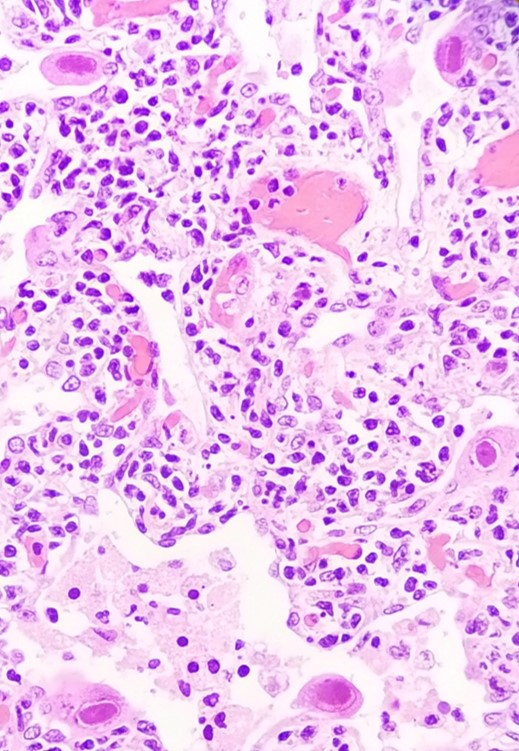
Hình ảnh của Cytomegalovirus

Cytomegalovirus (CMV) (từ cyto Hy Lạp -, "tế bào" và megalo -, "lớn") là một loại vi rút theo loài Herpesvirales, thuộc họ Herpesviridae, trong phân họ Betaherpesvirinae. Con người và khỉ đóng vai trò như là vật chủ tự nhiên. Hiện tại có tám loài trong chi này bao gồm các loài, Human betaherpesvirus 5 (HCMV, cytomegalovirus ở người, HHV-5), là loài gây nhiễm cho người. Các bệnh liên quan đến HHV-5 bao gồm bệnh bạch cầu đơn nhân và viêm phổi. Trong các tài liệu y khoa, hầu hết các đề cập về CMV mà không có thông số kỹ thuật cụ thể hơn đều đề cập đến CMV của con người. CMV ở người được nghiên cứu nhiều nhất trong tất cả các loại cytomegalovirus.

## Phân loại
Trong Herpesviridae, CMV thuộc phân họ Betaherpesvirinae, cũng bao gồm các chi Muromegalovirus và Roseolovirus (HHV-6 và HHV-7). Nó có liên quan đến các loại herpesvirus khác trong các phân họ của Alphaherpesvirinae bao gồm virus herpes simplex (HSV) -1 và -2 và virus varicella-zoster (VZV) và phân họ Gammaherpesvirinae bao gồm virus Epstein.
Chi của cytomegalovirus thuộc nhóm dsDNA, theo thứ tự Herpesvirales, thuộc họ Herpesviridae và phân họ Betaherpesvirinae.

## Vòng đời
Sự nhân lên của virut là ở hạt nhân và là tác nhân gây bệnh . Việc xâm nhập vào tế bào chủ được thực hiện bằng cách gắn các glycoprotein của virus vào các thụ thể của vật chủ, điều hòa trung gian nội tiết. Nhân rộng theo mô hình nhân rộng hai chiều của DSDNA. Phiên mã DNA templated, với một số cơ chế ghép nối thay thế là phương pháp phiên mã. Dịch diễn ra bằng cách quét rò rỉ. Virus thoát ra khỏi tế bào chủ bằng cách phóng hạt nhân và nảy chồi. Con người và khỉ đóng vai trò như là vật chủ tự nhiên. Đường lây truyền là tiếp xúc, nước tiểu và nước bọt.